# Mathieu Drujon
Mathieu Drujon (Troyes, 1 februari 1983) is een Frans voormalig wielrenner. Hij was beroepsrenner van 2005 tot 2014. 

## Belangrijkste overwinningen
2001
- Tour du Haut-Anjou

2004
- 3e etappe Ronde de l'Isard d'Ariège (U23)

## Resultaten in voornaamste wedstrijden
| Jaar | Gent-Wevelgem | Ronde van Vlaanderen | Parijs-Roubaix | Parijs-Tours |
| ---- | ------------- | -------------------- | -------------- | ------------ |
| 2008 | 131e          | 80e                  | 74e            | 11e          |
| 2009 | 48e           | 86e                  | opgave         | 23e          |
| 2010 | 84e           | opgave               | buit.tijd      |              |